# Jacobi–Anger-azonosság
A matematikában a Jacobi–Anger-azonosság (más néven Jacobi–Anger-kiterjesztés) a trigonometrikus függvények exponenciálisainak kiterjesztése a harmonikusaikra alapozva.
Ez a kiterjesztés hasznos lehet a fizikában (például síkhullámok és hengerhullámok konvertálásakor) és a jelfeldolgozás területén (FM-jelek leírása).
Az azonosságot két 19. századi matematikus, Carl Jacobi és Carl Theodor Anger után nevezték el.
Az azonosság legáltalánosabb alakja:
{\displaystyle e^{iz\cos \theta }=\sum _{n=-\infty }^{\infty }i^{n}\,J_{n}(z)\,e^{in\theta }}
és
{\displaystyle e^{iz\sin \theta }=\sum _{n=-\infty }^{\infty }J_{n}(z)e^{in\theta },}
ahol {\displaystyle J_{n}(z)} az  n. Bessel-függvény.
Felhasználva a {\displaystyle J_{-n}(z)=(-1)^{n}\,J_{n}(z)} összefüggést, n egész számra érvényes módon, kapjuk:
{\displaystyle e^{iz\cos \theta }=J_{0}(z)\,+\,2\,\sum _{n=1}^{\infty }\,i^{n}\,J_{n}(z)\,\cos \,(n\theta ).}
A következő valós értékű változatok is hasznosak lehetnek:
{\displaystyle {\begin{aligned}\cos(z\cos \theta )&=J_{0}(z)+2\sum _{n=1}^{\infty }(-1)^{n}J_{2n}(z)\cos(2n\theta ),\\\sin(z\cos \theta )&=-2\sum _{n=1}^{\infty }(-1)^{n}J_{2n-1}(z)\cos \left[\left(2n-1\right)\theta \right],\\\cos(z\sin \theta )&=J_{0}(z)+2\sum _{n=1}^{\infty }J_{2n}(z)\cos(2n\theta ),\\\sin(z\sin \theta )&=2\sum _{n=1}^{\infty }J_{2n-1}(z)\sin \left[\left(2n-1\right)\theta \right].\end{aligned}}}